# Metropole Orkest

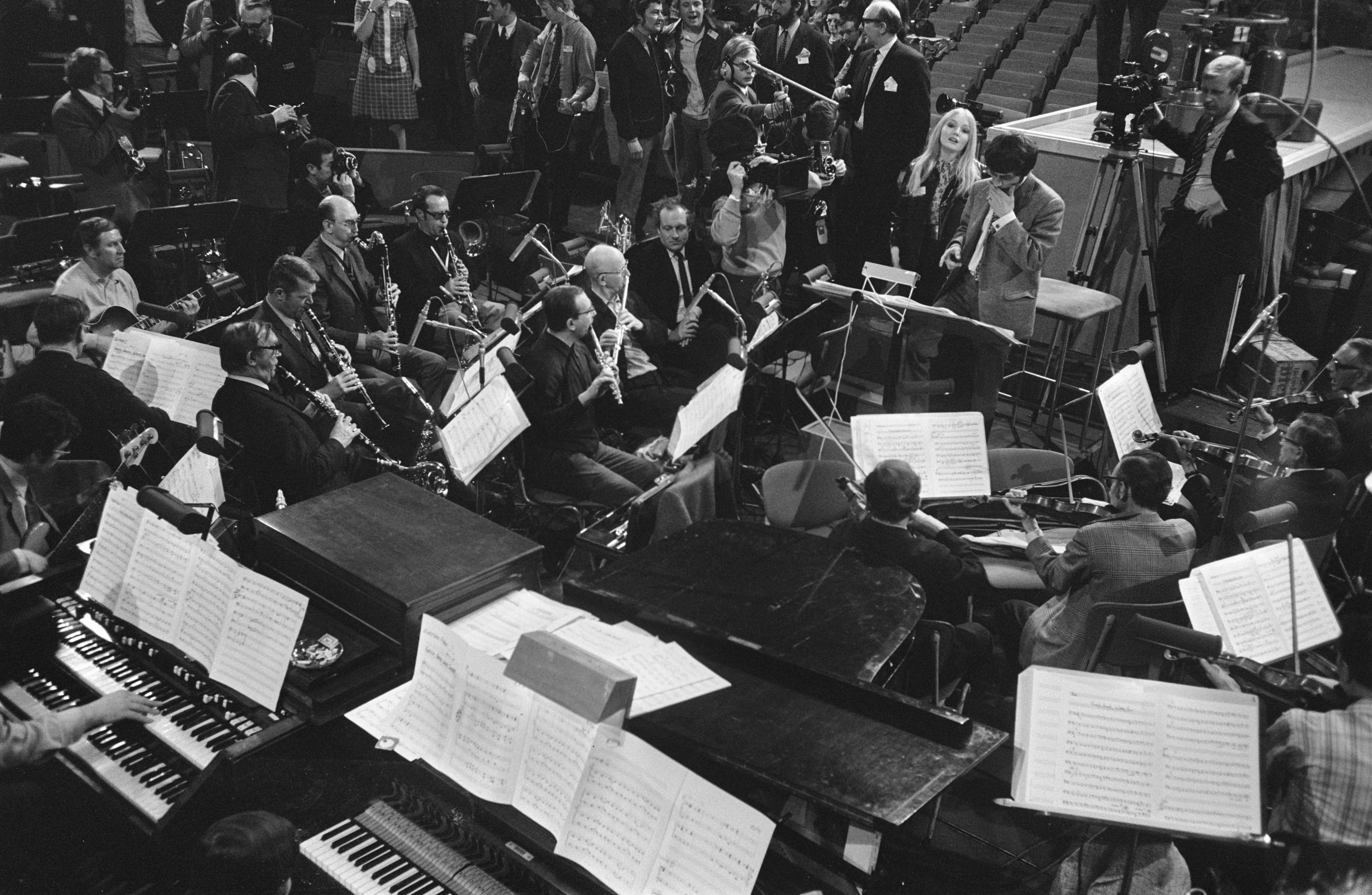
Metropole Orkest (1970)

Das Metropole Orkest (auch Metropole Orchestra) ist ein  niederländisches Orchester der Unterhaltungsmusik (Pop, Jazz, Kleinkunst, Filmmusik u. a.). Es besteht aus einer Big Band, die um eine vollständige Streicherformation erweitert ist.
Die Erkennungsmelodie des Orchesters ist seit Anbeginn die Park Lane Serenade von Dolf van der Linden.

## Geschichte
Das Orchester wurde als Tanz- und Unterhaltungsorchester des nach dem Krieg wieder in Betrieb gesetzten Senders Radio Hilversum 1945 gegründet (erster Auftritt am 25. November 1945). Der erste Leiter war Dolf van der Linden, der das Orchester bis 1980 zu einem auch international beachteten Klangkörper formte. Anfangs bestand die Besetzung aus 36 Musikern, neben typischer Bigband-Besetzung auch Streicher und weitere Holzbläser. Sie spielten regelmäßig in Rundfunk und Fernsehen, begleiteten (durchreisende) Sänger und den Eurovision Song Contest, wenn er in den Niederlanden ausgerichtet wurde. Nachfolger von van der Linden als Leiter wurde 1980 Rogier van Otterloo, der das Orchester mehr auf Jazz ausrichtete, aber nach Auflösung des entsprechenden Radioorchesters auch das Operettenfach übernehmen musste. Das Metropol Orchester verfügte über eine doppelte Rhythmussektion: eine für Popularmusik und eine für Jazz- und Weltmusik. Van Otterloo machte auch in zunehmendem Maße als Komponist und Arrangeur auf sich aufmerksam. Ab 1988 wurde das Orchester nur von Gastdirigenten wie Jerry van Rooyen geleitet.
Ab 1991 war der Komponist und Arrangeur Dick Bakker Chefdirigent, der das Orchester wieder vielfältiger einsetzte und mehr auf Pop ausrichtete. Der Klangkörper trat mit ihm u. a. in New York, auf dem North Sea Jazz Festival und häufig im Amsterdamer Paradiso auf. Das Orchester war auch in großangelegten Fernseh-Produktionen zu hören, beispielsweise fand ein Konzert auf der Akropolis mit Giorgos Dalaras und Mikis Theodorakis statt.
Seit 2005 war Vince Mendoza Chefdirigent, nachdem er schon seit 1998 mehrfach Gastdirigent war. Er hat einen weiteren Produktionsschwerpunkt auf brasilianische Musik gelegt. 2005 feierte das Orchester sein 60-jähriges Bestehen mit einem Konzert im Amsterdamer Theater Carré. 
2013 wurde der Brite Jules Buckley, Mitgründer des Heritage Orchestra, der Chefdirigent.
Am 8. April 2015 begleitete das Orchester unter der Leitung von Maurice Luttikhuis live die Deutschlandpremiere von "Die neue Wildnis" in der Essener Lichtburg.
Zu den Künstlern, die mit dem Orchester auftraten, zählen bekannte Personen wie Céline Dion, Joe Cocker, Dionne Warwick, Shirley Bassey, Charles Aznavour, The Supremes, Tori Amos, Within Temptation, Elvis Costello, die Niederländerinnen Trijntje Oosterhuis (Traincha) und Greetje Kauffeld, und aus dem Jazzbereich Ella Fitzgerald, Sarah Vaughan, Pat Metheny, Mel Tormé, Stan Getz, Dizzy Gillespie, Clare Fischer, Bill Evans, Gregory Porter, Laura Mvula, Snarky Puppy, Jacob Collier, Robert Glasper und Randy Brecker.

## Institutionelle Verankerung
Das Orchester ist derzeit Teil des Niederländischen Rundfunk-Musik-Zentrums in Hilversum, zu dem auch das Philharmonische Rundfunkorchester, eine Kammerphilharmonie und eine große Musikbibliothek gehören. Es wird inzwischen durch einen Förderverein unterstützt („Stichting Vrienden van het Metropole Orkest“), muss aber seit 2008 40 % seines Budgets selbst erwirtschaften. 2011 wurde berichtet, dass das niederländische Parlament plante, es auf Dauer nicht mehr zu unterstützen und in die Selbständigkeit zu entlassen. aber dass der Klangkörper wenigstens bis 2014 noch eine staatliche Finanzierung erhalten solle.

## Funktion
Durch die Möglichkeiten, die die große Besetzung bietet, spielt das Orchester regelmäßig für den öffentlich-rechtlichen Rundfunk in den Niederlanden. Auch die niederländische Filmindustrie fordert das Metropol Orchester für Produktionen an. Es ist zudem immer wieder zu Gast auf dem North Sea Jazz Festival und dem Holland Festival. Beispielsweise trat 2011 der deutsche Trompeter und Komponist Markus Stockhausen im Rahmen des Holland Festivals mit dem Orchester im Concertgebouw in Amsterdam auf; er präsentierte zwei Auftragskompositionen für dieses Ereignis und zwei ältere aus dem Jahre 2007.

## Auszeichnungen
- 2015 Grammy für das Album Sylva mit Snarky Puppy (Best contemporary instrument album)[6]
- 2018 Bremer Musikfest-Preis
- 2020 All Night Long aus dem Album Djesse Vol.  1 von Jacob Collier mit dem Metropole Orkest gewann einen Grammy.[7]